# Ferret
Ferret (anglicky fretka, běžně také Ferret Scout Car) je obrněné průzkumné vozidlo vyráběné v letech 1952 až 1971 britskou firmou Daimler. Byl užíván jak jednotkami Britské armády, tak armádami zemí Commonwealthu.
Podle amerických armádních zdrojů sloužila vozidla Ferret v roce 1996 v národních armádách 20 zemí.
Celkem bylo v letech 1952 až 1962 vyrobeno 4409 těchto vozidel v 16 modifikacích.